# Juana Bolívar Palacios
Juana Bolívar Palacios   (Caracas, 16 de maig de 1779 - 7 de març de 1847) va ser una aristòcrata criolla veneçolana, coneguda per haver estat la germana gran de Simón Bolívar.

## Biografia
Filla de Juan Vicente Bolívar y Ponte i de María de la Concepción Palacios y Blanco. El seu pare va morir el 1786 i la seva mare el 1792. L'11 de desembre de 1792, uns mesos després de la mort de la seva mare, va contreure matrimoni amb el seu oncle matern Dionisio Palacios y Blanco, amb tot just 13 anys d'edat.
En 1814, quan cau la Primera República fuig cap a Curaçao juntament amb els seus fills Jorge, Fernando i Benigna Palacios. L'altre fill, Guillermo i el seu marit es queden lluitant en les forces patriotes que operen a les planes i l'orient del país. També l'acompanya en el seu exili la seva germana María Antonia Bolívar Palacios, que anava acompanyada del seu marit i fills. De Curaçao partiran a l'illa de Saint Thomas. I el 1815 arriben a Haití.
El 1819 torna a Veneçuela, vivint primer a Angostura, després Ciutat Bolívar i el 1822 se'n va a Caracas. La seva filla Benigna es va casar el 1825 en primeres núpcies amb el general Pedro Briceño Méndez i, en segones núpcies, el 1852 amb Pedro Amestoy.
Juana va estar present en els actes de repatriació de les restes mortals del seu germà el 1842; amb la resta de la família, i va ser present a la cerimònia d'inhumació de Simón Bolívar, a la cripta de la família a la Catedral de Caracas.

## Mort
Juana va morir a Caracas, el 7 de març de 1847. La seva mort va commoure la societat de Caracas, on era molt estimada i respectada. Les seves restes van ser enterrades a la mateixa cripta funerària de la família com era costum de l'època. Les causes de la seva mort són desconegudes.

## Recerca sobre el seu parentiu
Davant el descobriment que l'ADN mitocondrial de les restes soterrades a la Catedral de Caracas no coincideixen amb el dels seus germans María Antonia i Simón Bolívar Palacios, es conclou que Juana no va ser filla biològica de María de la Concepció Palacios i això seria el motiu pel qual la van casar amb Dionisio Palacios, i per la qual cosa aquest no era veritablement el seu oncle. En tot cas, està documentat que Juan Vicente Bolívar i Ponte va tenir altres fills abans (i potser, fora del seu matrimoni).